# Sitkaspar
De sitkaspar (Picea sitchensis) is een boom uit de dennenfamilie (Pinaceae). De plant komt van nature voor in de kuststreken van westelijk Noord-Amerika, van Alaska tot Noord-Californië. In de regel komt de sitkaspar niet verder dan 60 km uit de kust voor, maar soms komt deze tot 200 km uit de kust in valleien voor. In Amerika wordt de boom tot 90 m hoog, in Europa is dat 50 m.
De snelgroeiende sitkaspar werd veel aangeplant in Noord-, West- en Midden-Europa. Het areaal in Nederland besloeg in 1983 zo'n 2000 hectare. De soort heeft daar, als gevolg van droogte, te kampen met aantasting door de letterzetter, een schorskever.
Op Campbelleiland staat een sitkaspar die geldt als de meest eenzame boom ter wereld.

## Botanische beschrijving
De kroon is slank, kegelvormig en heeft een zeer smalle spits. Bij oudere bomen gaan de takken hangen en wordt de kroon breder. De twijgen zijn meestal kaal.  De schors is dun en geschubd, donkergrijs of grijsbruin van kleur en gevlekt of gespikkeld. Bij oudere bomen wordt de schors roodbruin/paarsachtig en gaat afschilferen.
De dwarse doorsnede van de naald is plat. Ze zijn 1,5 tot 2,5 cm lang en zeer puntig. De naalden zijn blauwgroen van boven en hebben twee blauwachtig witte strepen van huidmondjes aan de onderkant. De naalden staan aan de bovenzijde van de twijgen radiaal en aan de onderzijde gescheiden.
Rijpe vrouwelijke kegels (augustus tot september) zijn 6 tot 10 cm lang en te herkennen aan de lichtbruine of witachtige kleur, de stompheid en de cilindrische vorm. Ze hangen en zijn kortgesteeld. De schubben zijn dun en papierachtig. Ze hebben een gerimpelde rand.

## Toepassingen
De sitkaspar is van belang voor de bosbouw vanwege het hout. Het is licht en wordt gebruikt voor allerlei doeleinden, bijvoorbeeld meubels, vloeren en kisten. Ook wordt het hout gebruikt bij het bouwen van gitaren, bijvoorbeeld voor het bovenblad van akoestische gitaren.

## Afbeeldingen

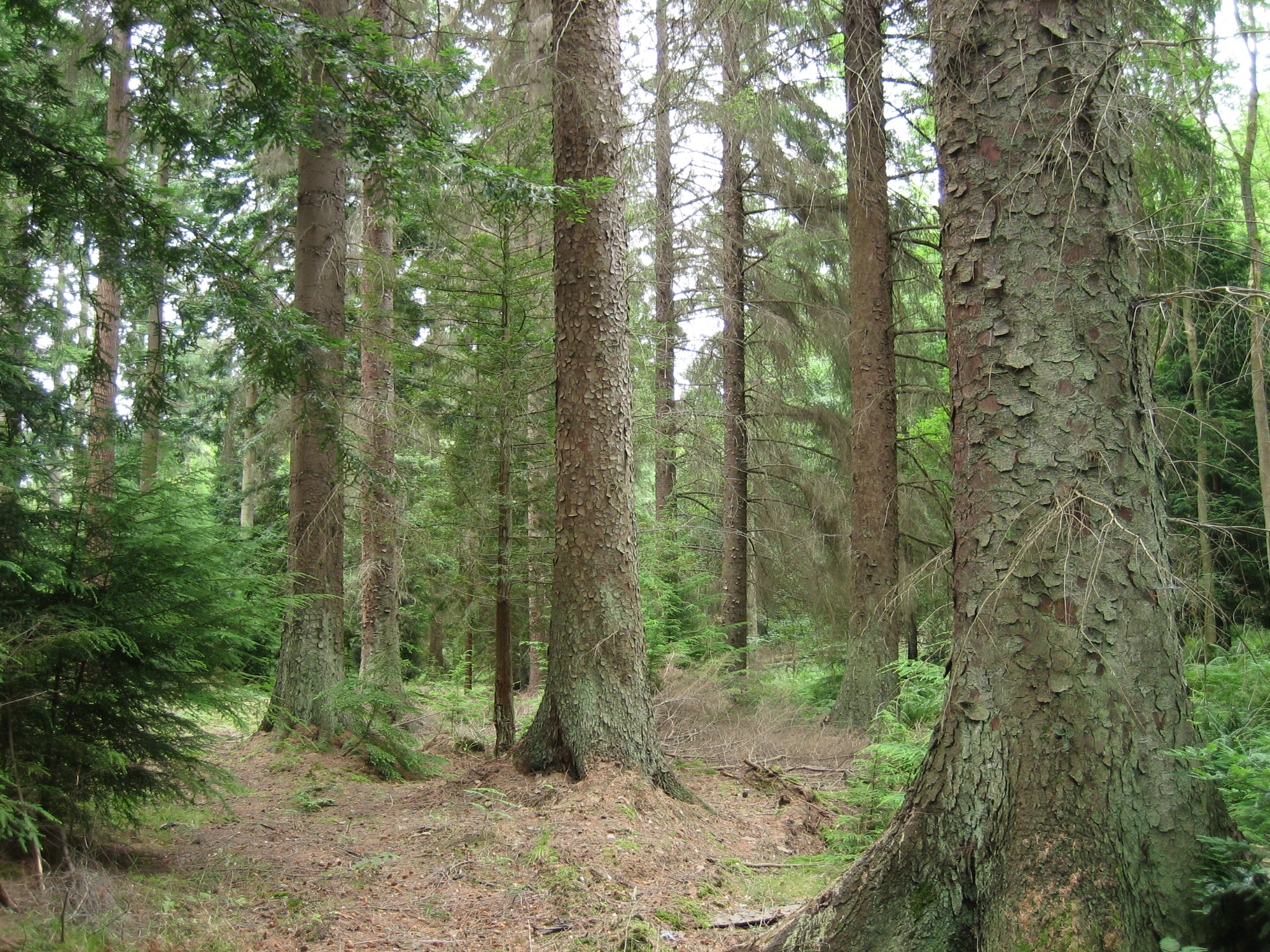
Bos van sitkasparren
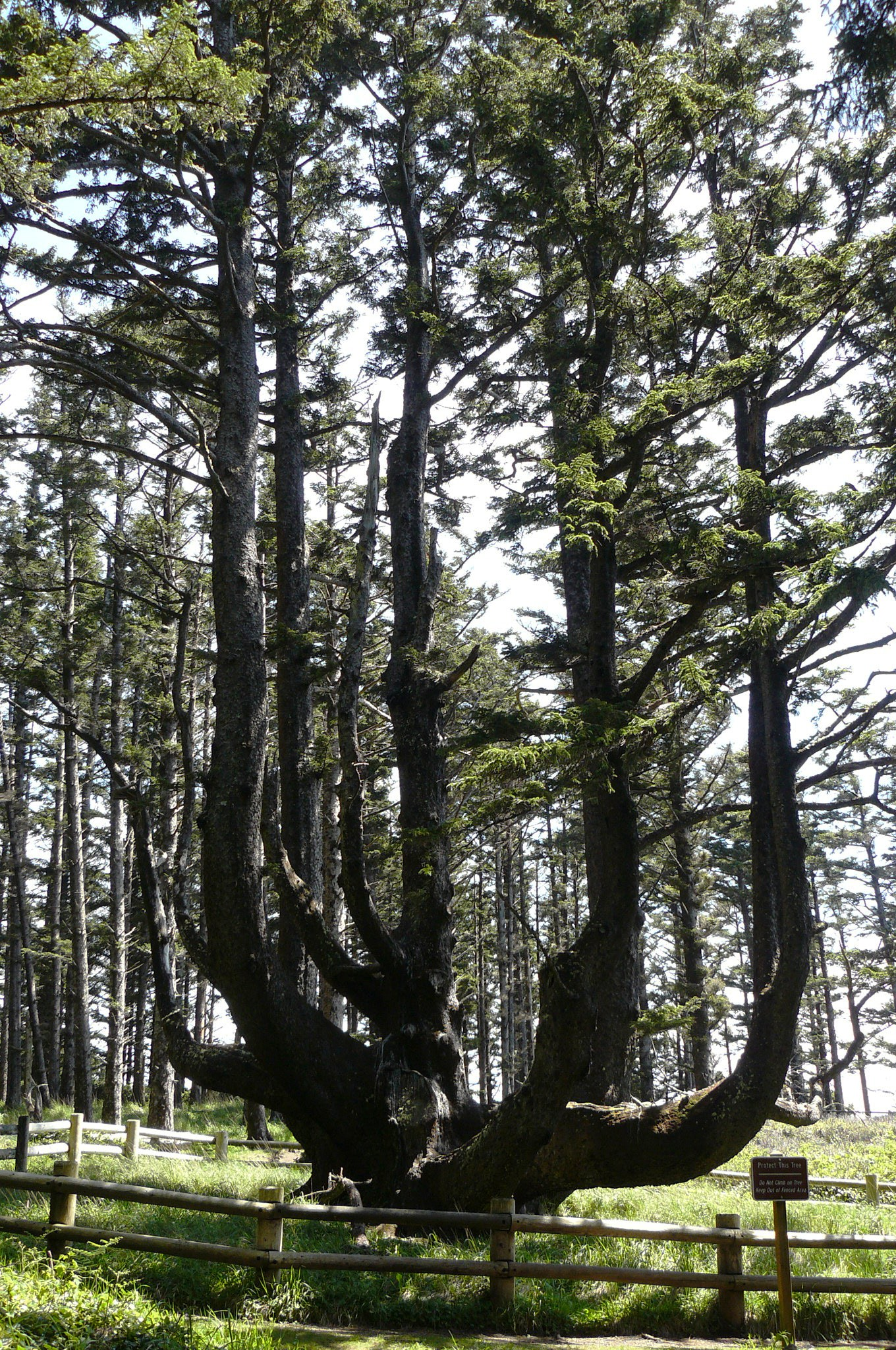
Sitkaspar in vorm van octopus in Cape Meares State Park, Oregon
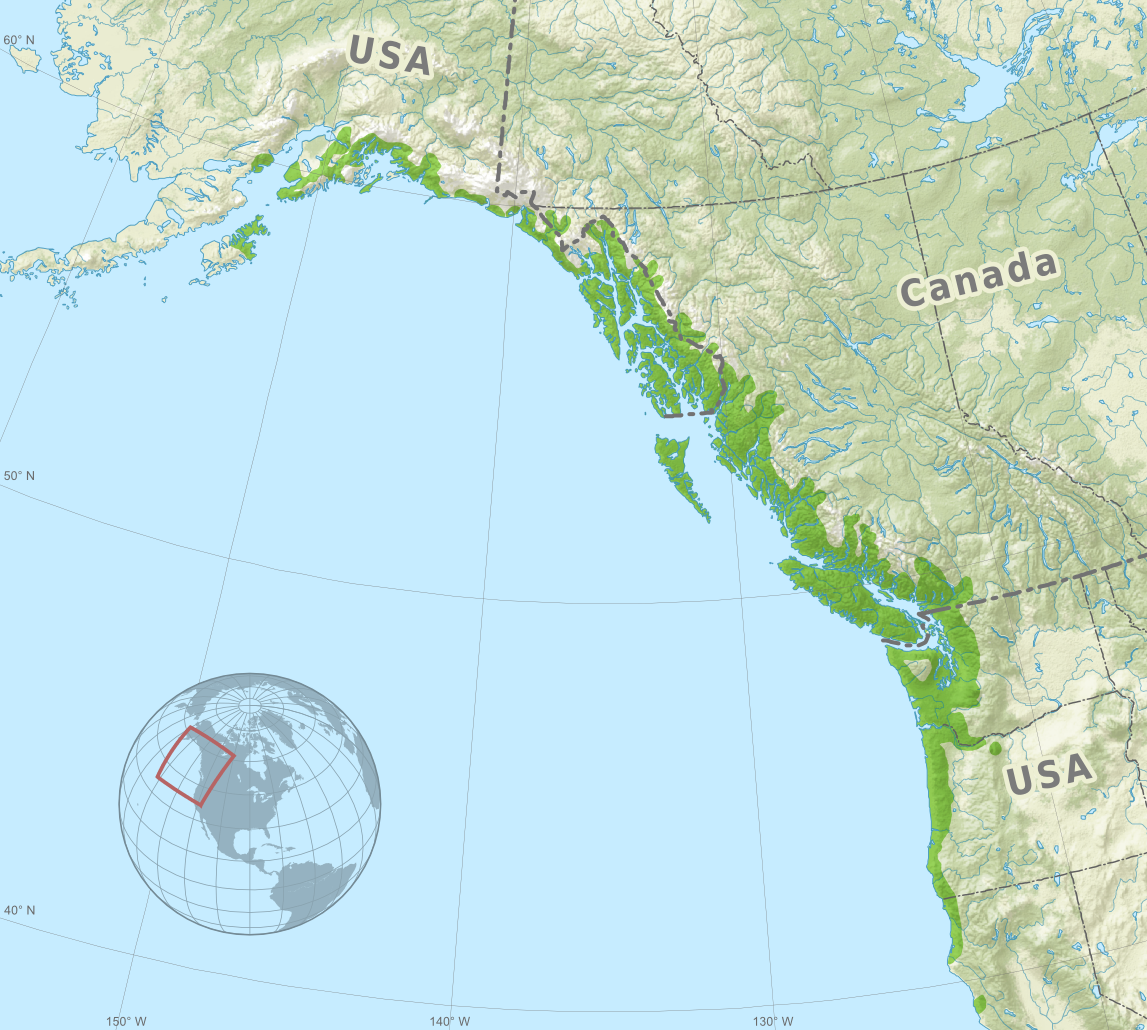
Verspreidingsgebied in Noord-Amerika
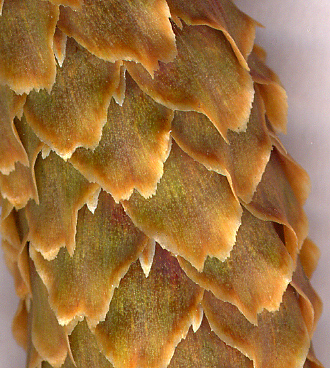
De uitgerande schubben van de kegel van de sitkaspar

... · 
P. abies (Fijnspar) · 
P. breweriana (Brewers treurspar) · 
P. glauca (Witte spar) · 
P. jezoensis (Jezospar) · 
P. mariana (Zwarte spar) · 
P. obovata (Siberische spar) · 
P. omorika (Servische spar) · 
P. orientalis (Kaukasische spar) · 
P. pungens (Blauwe spar) · 
P. schrenkiana (Kirgiezenspar) · 
P. sitchensis (Sitkaspar) · 
P. smithiana (Himalayaspar) · 
...